# Rettungsmedaille (Bayern)

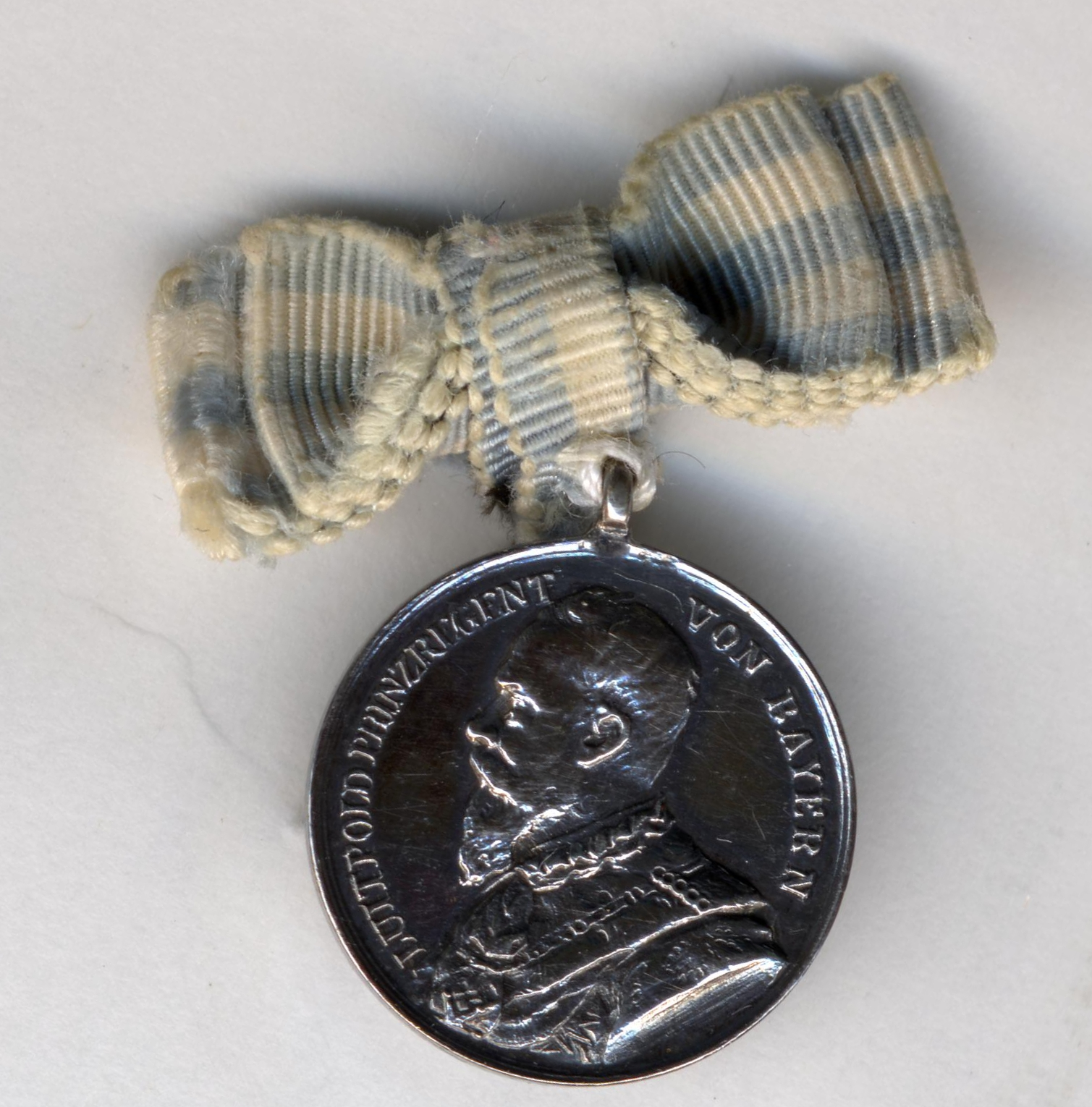
Avers der Bayerischen Rettungsmedaille (1. Modell)

Die Rettungsmedaille wurde am 27. Februar 1889 durch Prinzregent Luitpold von Bayern zur Anerkennung mutvoller und opferwilliger Rettung von Menschenleben gestiftet und konnte an alle Personen verliehen werden.

## Aussehen
Die silberne Medaille zeigt auf der Vorderseite das Brustbild des nach links gewandten Stifters in Generalsuniform mit der Umschrift LUITPOLD PRINZ-REGENT VON BAYERN. Auf der Rückseite ist mittig, von einem Eichenkranzes umgeben, die Inschrift FÜR RETTUNG zu sehen.

## Trageweise
Das Ordensband ist dunkelblau mit gezacktem weißem, von drei hellblauen Randstreifen durchzogenen Randsaum. Getragen wurde die Auszeichnung auf der linken Brustseite.

## Verleihungen
Sie wurde nach dem Ende der Monarchie am 8. November 1918 im Freistaat Bayern bis Ende 1931 verliehen. Am 14. Dezember 1931 erfolgte durch die Bayerische Staatsregierung eine Neustiftung. Diese hatte bis zum 1. Mai 1934 Bestand.
Vorderseitig ist von einem Lorbeerkranz umgeben die Inschrift FÜR RETTUNG AUS LEBENSGEFAHR zu sehen. Rückseitig befindet sich das bayerische Staatswappen.